# Малахија
Пророк Малахија (מַלְאָכִי на хебрејском) је последњи од јеврејских пророка по времену.
Родио се после повратка Јевреја из ропства вавилонског, око 420. п. н. е. Био је лицем необично леп. По предању, народ га је називао анђелом, можда због његове спољашње лепоте или због душевне чистоте, или пак због дружбе с анђелом Божјим. Често је говорио с анђелом лицем у лице. Када се то дешавало, и други су неки чули глас анђелски, али се нису удостојили да виде лице анђелско. Оно што му је анђео јављао, млади пророк је и прорицао. Викао је на неблагодарни Израиљ и на безаконе свештенике. На петсто година пре Христа прорекао је јасно појаву и службу Јована Крститеља. Но, у главном, он је пророк дана Страшнога Суда. Представио се Богу у младости и после њега није више било пророка у Израиљу до Јована Крститеља.
Према Светом Предању, Малахија потиче из Завулоновог племена, упокојио се у младости; прорекао да ће храм у Јерусалиму поново бити изграђен након ропства, вероватно око 400. п. н. е; био велики бранитељ вере и закона у данима Јездре и Немије, као што су Агеј и Захарија били у данима Зоровавеља.
Малахија је изобличавао народ због немарљивости при приношењу дарова, свештенике због одступања од вере, претио им је судом Божијим за разне пороке и хуле; истовремено предвидео је славу другог храма и јасно предвиђа долазак Месије, појаву Претече и надолазећи Суд Божији.
У Исусово време, његова пророчанства нису само понављали апостоли, већ су била познати књижевници и народ.
Српска православна црква слави га 3. јануара по црквеном, а 16. јануара по грегоријанском календару.